# فرن
| link = | هذه المقالة يمكن توسيعها اعتمادا على الترجمة في ويكيبيديا الإنجليزية. اضغط [هنا] للتعليمات. - تُعدُّ الترجمةُ الآليةُ من كوكل بمثابةِ نقطةِ انطلاقٍ مُفيدةٍ للترجمات، ولكن يَجبُ على المُترجمينَ مُراجعةُ الأخطاءِ الّتي قد تُصاحبُ الترجمةَ حسبَ الضرورة، والتأكيد على دقةِ الترجمة، بدلاً من مجردِ نسخِ النصِّ المُترجمِ آلياً إلى ويكيبيديا. - لا تُترجمِ النصَّ الذي يبدو غيرَ موثوقٍ أو مُنخفضَ الجودة. تَحقِّقْ من النص بالتأكدِ من المَراجعِ الواردةِ في المقالةِ باللغةِ الأجنبية «إذا كان ذلك مُمكناً». - يجب إضافة قالب {{صفحة مترجمة}} بعد الترجمة إلى صفحة نقاش المقالة لضمان الامتثال لحقوق النشر. - لمزيد من الإرشاد، انظر ويكيبيديا:ترجمة مقالات إلى العربية. |

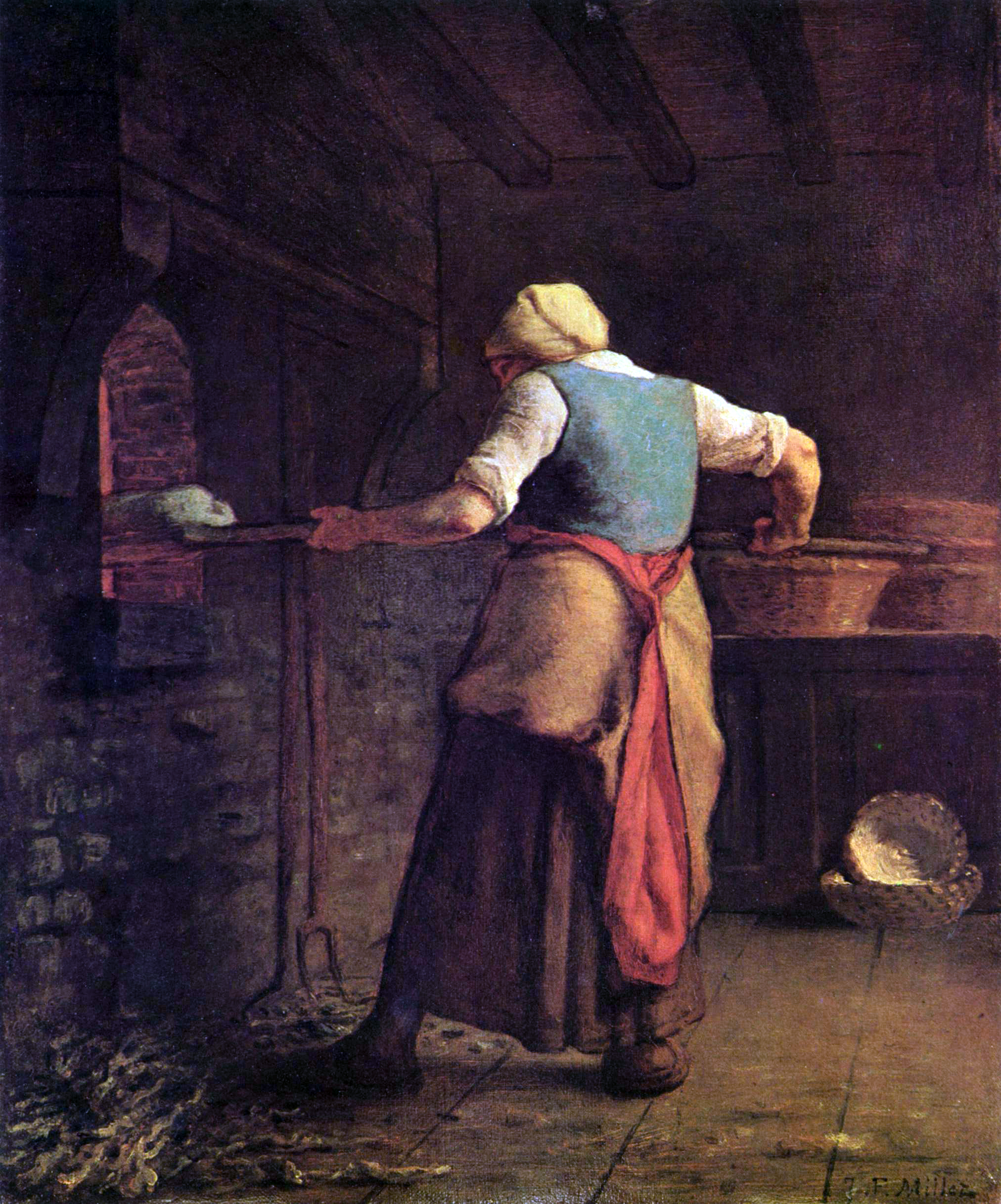
تم تصميم الفرن الظاهر في الرسم بواسطة جان-فرانسوا ميلية.

الفرن (الجمع: أَفْرَان) (بالإنجليزية: Oven)‏ مكان أو شبه غرفة معزولة حراريًا تستخدم للتدفئة أو تسخين الخبز أو تجفيف مادة ما. وهو أكثر شيوعًا للاستخدام في الطهي. فالمواقد والأفران أفران تم تخصيصها لأغراض خاصة. حيث يُستخدم الموقد بشكل رئيسي في صنع الفخار و طهي الطعام. فيما يستخدم الفرن في الحدادة أحياناً فيكون عندها فرن كبير بحجم غرفة.

## معلومات تاريخية

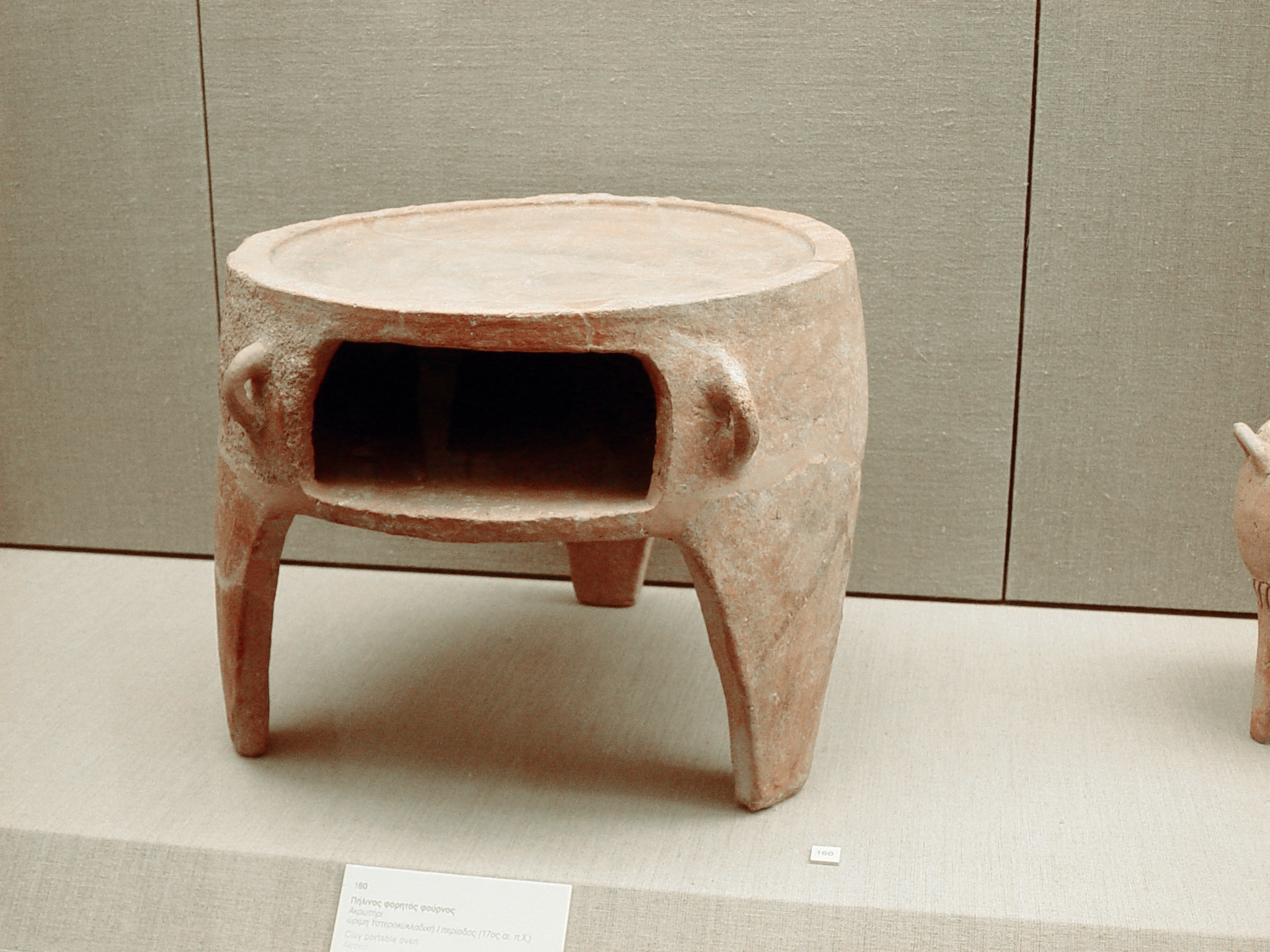
الفرن الإغريقي القديم المتنقل، القرن الـ 17 قبل الميلاد

تم العثور على أقدم الأفران في أوروبا الوسطى، ويرجع تاريخها إلى 29000 عام قبل الميلاد، وكانت تستخدم باعتبارها حفرًا للتحميص والغلي داخل هياكل منزل اليورت. وكانت تستخدم لطهي الماموث. في أوكرانيا ومنذ 20000 عام قبل الميلاد، كانوا يستخدمون الحفر مع الجمر المغطى بالرماد. وكان يتم تغطية الطعام في الأوراق ووضعها أعلى، ومن ثم تغطيته بالتراب. وفي المخيمات التي تم العثور عليها في قرية Mezhirich، كانت جميع البيوت المصنوعة من عظام الماموث تحتوي على موقد يستخدم للتدفئة والطهي.
وقد تم استخدام الأفران منذ عصور ما قبل التاريخ بواسطة الحضارات التي عاشت في وادي السند ومصر فيما قبل الأسرات. فقد كانت تحتوي المستوطنات التي تقع في جميع أنحاء وادي السند على فرن داخل كل بيت من البيوت المصنوعة من الطوب اللبن في عام 3200 قبل الميلاد. ولعل التفسير الواضح لهذا الاستخدام الشعبي للفرن في المنازل قد يكون على الأرجح لاستخدامه في طهي الطعام. ومع ذلك، فقد تم العثور أيضًا على مجارٍ مصنوعة من الطوب الحراري في حضارة وادي السند، وهو ما يشير إلى استخدامهم للفرن في البناء أيضًا. ومن بين الحضارات القديمة الأخرى التي كانت تستخدم الفرن حضارات ما قبل الأسرات في مصر. فقد كان يتم إنتاج شكل مبكر من الأواني ذات الطرف الأسود هناك عند الحاجة إلى موقد. وهذه لمحة أخرى تشير إلى أن الأفران كانت تستخدم منذ عام 5000-4000 قبل الميلاد.
يُعزي مؤرخو الطهي إلى الإغريق عملية تطوير خبز الخبز ليصبح فنًا. وقد تم تطوير أفران الخبز في مراحلها الأولى في اليونان القديمة. وقد أبدع الإغريقيون مجموعة متنوعة من معجنات الخبز وأشكال الخبز وأنماطًا من تقديم الخبز مع الأطعمة الأخرى. وقد تطور الخبز كتجارة ومهنة، حيث كان يتم إعداد الخبز على نحو متزايد خارج منزل العائلة وبواسطة عاملين مدربين بشكل خاص لبيعه للجمهور. ويُعد هذا أحد أقدم أشكال تجهيز الطعام المهني.
عثر باحثون على بقايا خبز في موقع في ( شمال شرق الأردن )، تبين أنه الأقدم في العالم وتم إعداده قبل أكثر من 14 ألف عام، أي قبل ما يزيد عن أربعة آلاف عام من اكتشاف الزراعة. ويشكل هذا «الحدث الاستثنائي» دافعا للعلماء إلى البحث عن علاقة ارتباط بين إنتاج الخبز ونشأة الزراعة.
اكتشف باحثون بقايا متفحمة لخبز تم إعداده قبل 14500 عام في موقد حجري بشمال شرق الأردن، ما يعني أن إنتاج ذلك الغذاء الحيوي حصل قبل آلاف السنين من اكتشافهم الزراعة.

## أنواع الأفران

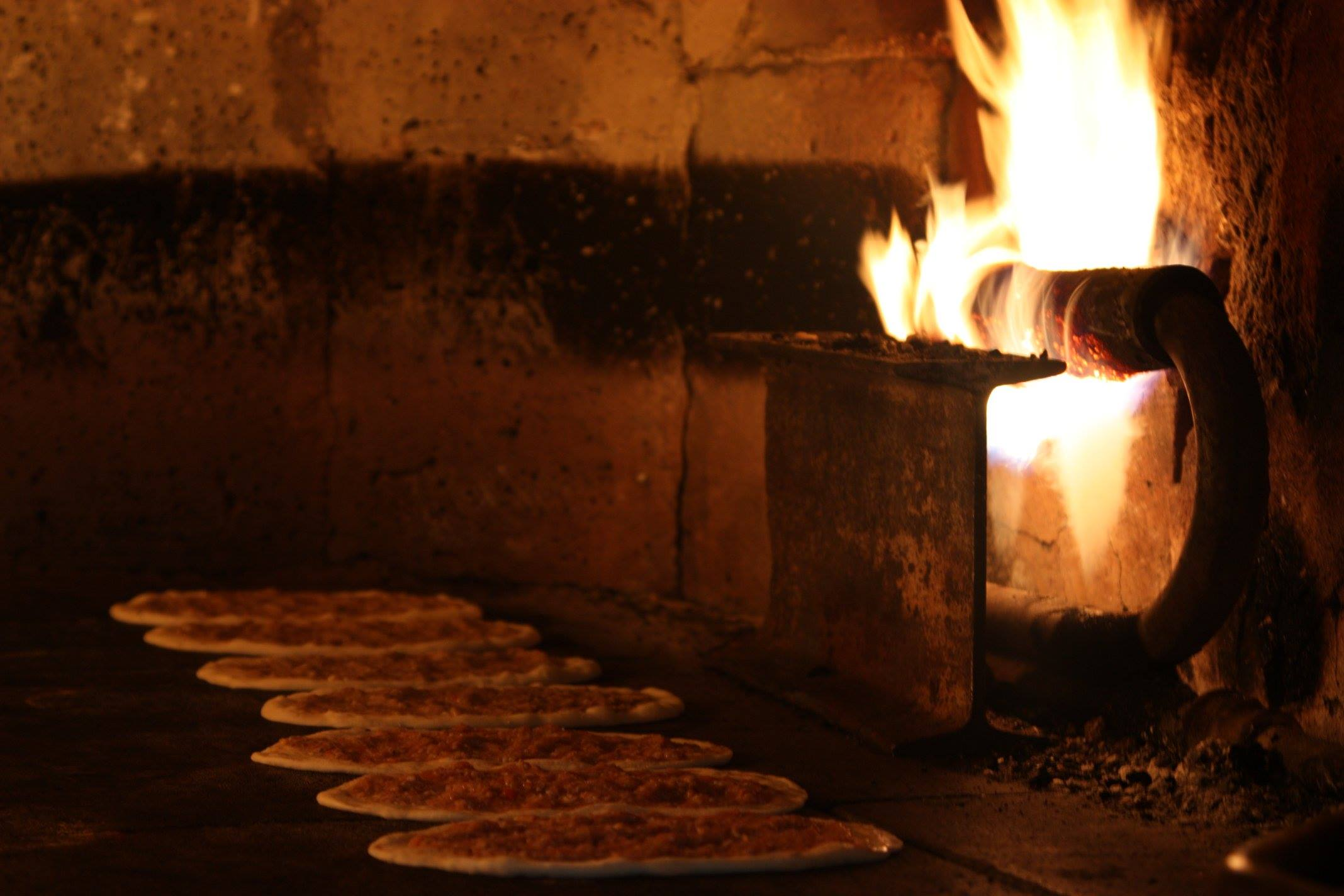
فرن من افران دمشق بطابعه الخاص وطريقة عمله حتى الوقت الحاضر

الفرن الأرضي: الفرن الأرضي هو حفرة يتم حفرها في الأرض ومن ثم تسخينها، عادة بواسطة الحجارة أو الحطام المشتعلة. ومن الناحية التاريخية، كانت هذه الأفران تُستخدم من قبل العديد من الثقافات للطهي. فأوقات الطهي كانت عادة طويلة وتشتمل العملية عادة على الطهي عن طريق التحميص البطيء للطعام. ومن المهم أيضًا الملاحظة أن الأفران الأرضية هي من بين الأشياء الأكثر شيوعًا التي يبحث عنها عالم الآثار في الحفر الأنثربيولوجي، حيث إنها تُعد أحد المؤشرات الرئيسية للحضارة الإنسانية والمجتمع الثابت.
الفرن السيراميكي:
الفرن السيراميكي هو فرن يتم بناؤه من الطمي أو أي مادة سيراميكية أخرى ويأخذ أشكالاً مختلفة اعتمادًا على الثقافة. يشير الهنود إليه بالتندور، ويستخدمونه لأغراض الطهي. ويمكن أن يرجع تاريخها إلى ما يقرب من 3000 عام قبل الميلاد، ويُقال إنها اشتقت أصولها من وادي السند. كما تُعد أفران الطوب نوعًا آخر من أنواع الفرن السيراميكي. ومن بين أبرز الثقافات الشهيرة باستخدام أفران الطوب هي إيطاليا وتاريخها المتصل بالبيتزا. ومع ذلك، فإن تاريخها يرجع إلى العصور الرومانية، حيث كان فرن الطوب يستخدم في هذه العصور ليس لأغراض تجارية فحسب، ولكن للأغراض المنزلية أيضًا.
فرن الغاز:
لعل أحد الاستخدامات الأولى التي تم تسجيلها لاستخدامات موقد وفرن الغاز هي حفلات العشاء في عام 1802 والذي استضافه زاتشاوس وينزلر (Zachaus Winzler)، حيث كان يتم إعداد جميع الأطعمة إما على موقد غاز أو في الفرن الملحق به. وفي عام 1834، بدأ المخترع البريطاني جيمس شارب (James Sharp) بإنتاج أفران غاز لأغراض تجارية بعد تركيب واحد في منزله الخاص. وفي عام 1851، تم عرض موقد الغاز المسجل لدى مؤسسة باور (Bower) في معرض كبير. وهذا من شأنه أن يضع الأسس والمعايير الخاصة بفرن الغاز العصري. وتشمل الإنجازات الملحوظة التي طرأت على موقد الغاز إضافة الثرموستات التي ساعدت على التحكم في درجة الحرارة وكذلك إضافة طلاء المينا لإنتاج مواقد أو أفران الغاز من أجل المساعدة في الحصول على تنظيف أسهل.
فرن الطوب:
تتكون أفران الطوب من غرفة خبز مصنوعة من الطوب الحراري أو الخرسانة أو الحجارة أوالطمي. وعلى الرغم من أن الأفران التي تشتعل بالحطب أو الفحم كانت شائعة بشكل تقليدي في القرن الـ 19، إلا أنه عادة ما يتم إشعال أفران الطوب العصرية بالغاز الطبيعي أو حتى بالكهرباء. وترتبط أفران الطوب العصرية ارتباطًا وثيقًا بحرفة صناعة الخبز والبيتزا، لكن في الماضي كانت تُستخدم أيضًا في أي مهمة طهي تتطلب الخبز.
فرن ميكروويف:
فرن يستخدم موجات الأشعة الدقيقة كمصدر للحرارة لطهي الطعام بدلاً من مصدر النار. وقد تم تصوره في عام 1946، عندما زعم الدكتور بيري سبنسر (Perry Spencer) اكتشافه لخصائص التسخين الخاصة بالميكروويف أثناء دراسته المغنطرون. وبحلول عام 1947، تم استخدام الميكروويف التجاري الأول في مدينة بوسطن بولاية ماساشوستس.

## التغييرات مع مرور الزمان

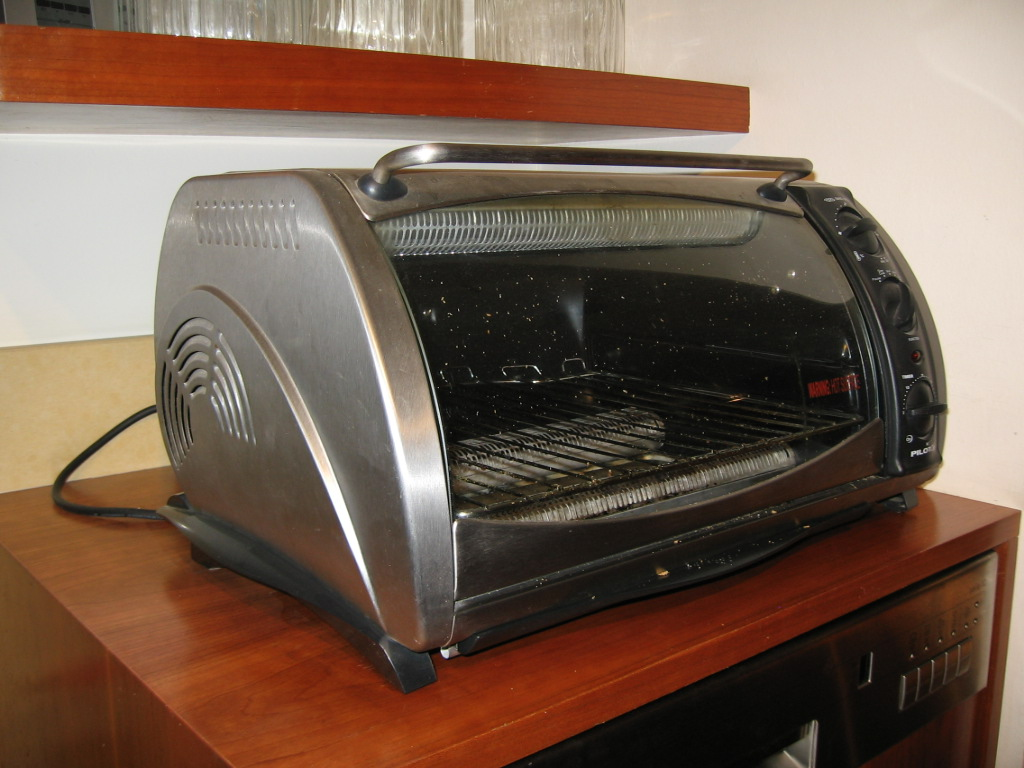
فرن تحميص

خلال العصور الوسطى، كان الأوربيون يستخدمون المدافئ التي تتصل بقدور كبيرة بدلاً من الأفران الأرضية والسيراميكية. وقد كانت هذه الأفران مشابهة للفرن الهولندي. وبعد العصور الوسطى، خضعت الأفران للعديد من التغييرات بمرور الزمن من الخشب والحديد والفحم والغاز وحتى الكهرباء. وقد كان لكل تصميم دوافعه وأغراضه الخاصة. فقد شهدت المواقد التي تشتعل بحرق الخشب تطورًا من خلال إضافة غرف نار والتي سمحت بتوفير احتواء وإطلاق أفضل للدخان. ومن الأفران المعروفة الأخرى الموقد المصنوع من حديد الزهر. وقد استخدمت هذه للمرة الأولى في أوائل القرن الثامن عشر، عندما خضعت هذه الأفران نفسها للعديد من التغيرات والتي تشمل موقد حديد ستيورت أوبرلين (Stewart Oberlin) الذي كان أصغر حجمًا ويشتمل على مدخنة خاصة به.
وفي الجزء الأول من القرن الـ19، تم تطوير أفران الفحم. فقد كانت على شكل أسطوانة وكانت مصنوعة من حديد الزهر الثقيل. وقد شهد فرن الغاز أول استخدام له في أوائل القرن الـ19 أيضًا. وقد أصبحت مواقد الغاز شائعة للغاية كأفران منزلية بمجرد توافر خطوط الغاز في معظم المنازل والأحياء. وقد سجل جيمس شارب براءة اختراع لأحد أول مواقد الغاز في عام 1826، وقد شملت التطورات العديدة الأخرى التي طرأت على موقد الغاز بوتاجاز AGA الذي تم اختراعه عام 1922 بواسطة جوستاف دالين (Gustaf Dalen). وقد تم اختراع أول أفران كهربائية في أواخر القرن الـ 19، ومع ذلك، فإنه شأنه شأن الاختراعات الكهربائية المخصصة للاستخدام التجاري، فالملكية الجماعية للأفران الكهربائية لن تكون حقيقة إلا عندما يتوافر استخدام أفضل وأكثر كفاءة للكهرباء.
وفي الآونة الأخيرة، أصبحت الأفران ذات تقنية عالية بشكل طفيف فيما يتعلق باستراتيجية الطهي. فقد تم اكتشاف الميكروويف كأداة للطبخ بواسطة بيرسي سبنسر (Percy Spencer) في عام 1946، وقد تم تسجيل براءة اختراع لفرن الميكروويف بمساعدة المهندسين. حيث يستخدم فرن الميكروويف أشعة الميكروويف لإثارة الجزيئات الموجودة في الطعام مما يؤدي إلى حدوث احتكاك وبالتالي إنتاج حرارة.

## الطهي

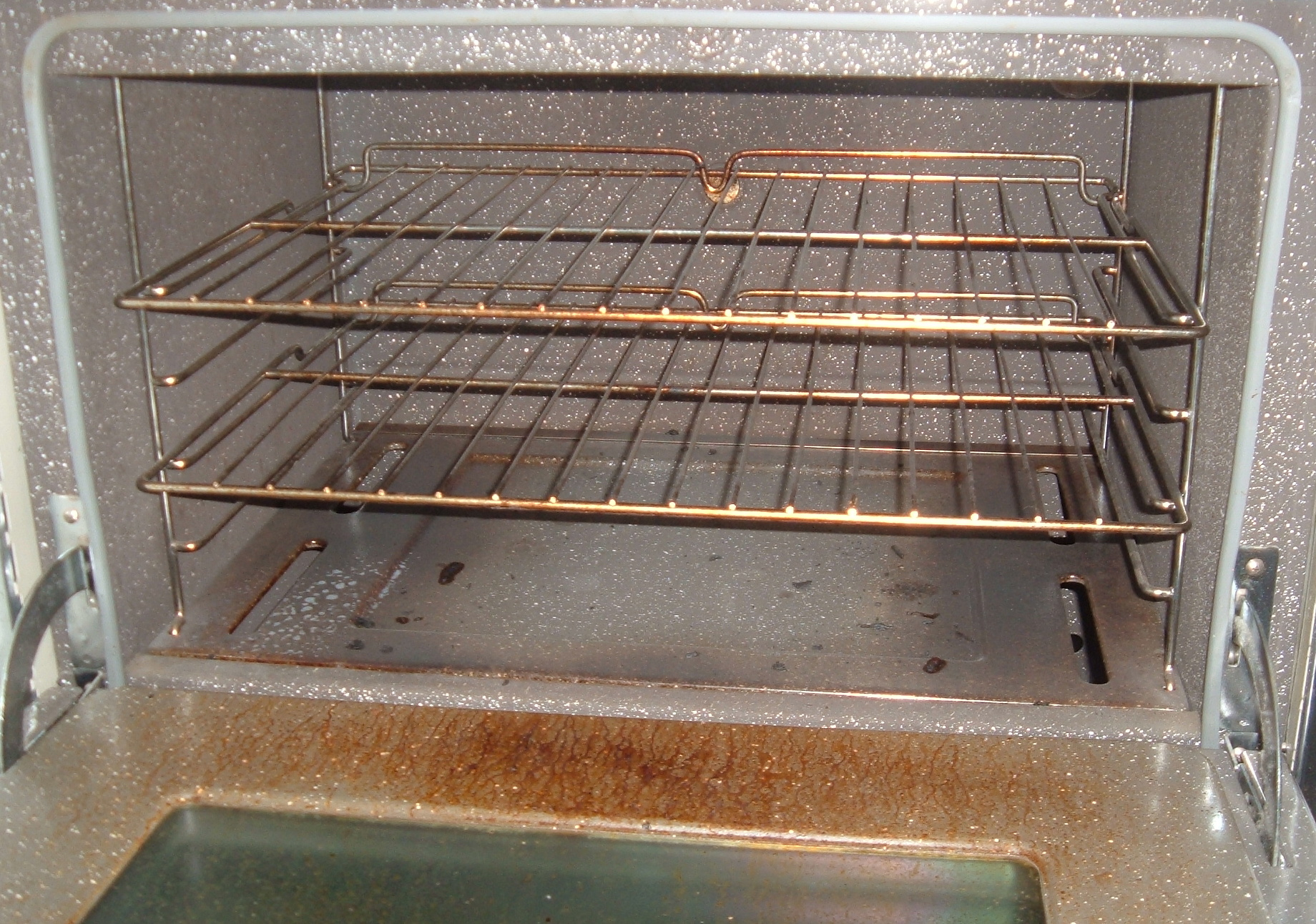
الشكل الداخلي لفرن عصري

في عملية الطهي، الفرن التقليدي هو عبارة ع نجهاز من أجهزة المطبخ ويستخدم في التحميص والتسخين. وعادة تشمل المأكولات التي يتم طهيها بهذه الطريقة اللحوم والطواجن والمأكولات المخبوزة مثل الخبز والكيك وغيرها من الحلويات. وفي العصر الحديث، يُستخدم الفرن لطهي وتسخين الأطعمة في العديد من المنازل في جميع أنحاء العالم.
يتم تزويد الأفران الحديثة الغاز أو الكهرباء. عندما يكون الفرن جزءًا من موقد كامل، فإن الوقود المستخدم للفرن قد يكون نفس الوقود المستخدم للشعلات المتوافرة على سطح الموقد أو مختلف عنه.
وعادة من الممكن أن تستخدم الأفران مجموعة متنوعة من الطرق للطهي. وتُعد الطريقة الأكثر شيوعًا هي تسخين الفرن من أسفل. وعادة ما يتم استخدام هذه الطريقة للخبز والتحميص. كما يمكن استخدام الفرن لتسخين الجزء العلوي للقيام بعملية الحرق. ولتوفير عملية طهي أسرع وأكثر انتظامًا، فإن الأفران الحراية (كما تُعرف بالأفران التي تعمل بمساعدة المروحة) تستخدم مروحة صغيرة لإطلاق الهواء الساخن المحيط بغرفة الطهي. كما أن الفرن قد يوفر مشواة متكاملة.
كما تختلف الأفران من حيث الطريقة التي يتم التحكم فيها بها. فالأفران الأكثر بساطة (على سبيل المثال، بوتاجاز AGA) قد لا تشتمل على لوحة تحكم على الإطلاق، فإنه يمكن ببساطة تشغيل الأفران بشكل مستمر في درجات حرارة مختلفة. وتشتمل الأفران الأكثر تقليدية على ثرموستات والتي تقوم بتشغيل وإيقاف الفرن وتختار درجة الحرارة التي سوف يعمل عليها. فعند ضبطه على إعدادات أعلى، فإن هذا قد يوفر إمكانية الشي. فقد يسمح العداد بتشغل وإيقاف الفرن تلقائيًا في أوقات يتم تحديدها سابقًا. وقد تشتمل الأفران الأكثر تعقيدًا على لوحات تحكم تعمل بالكمبيوتر، مما يسمح باستخدام مجموعة متنوعة من أنظمة التشغيل والسمات الخاصة مثل استخدام مسبار درجة الحرارة لإغلاق الفرن تلقائيًا عند إتمام طهي الطعام إلى الدرجة المطلوبة.
وتوفر بعض الأفران العديد من الإمكانيات التي تساعد على التنظيف. حيث تحتوي الأفران التي يتم تنظيفها باستمرار على غرفة فرن مغطاة سطح حفاز والذي يساعد على تحطيم (أكسدة) الأطعمة التي تتناثر وتنسكب مع مرور الوقت. تستخدم الأفران ذاتية التنظيف التحلل الحراري (الحرارة الشديدة) لأكسدة الأوساخ. وقد توفر أفران البخار دورة امتصاص رطبة لتفكيك الأوساخ، مما يسهل عملية الإزالة اليدوية. وفي حالة عدم وجود أي من الطرق الخاصة، فإنه يتم استخدام منظفات الأفران الكيميائية في بعض الأحيان أو طريقة الطراز القديم التي تتضمن الحك.

## الاستخدام الصناعي والعلمي والحرفي

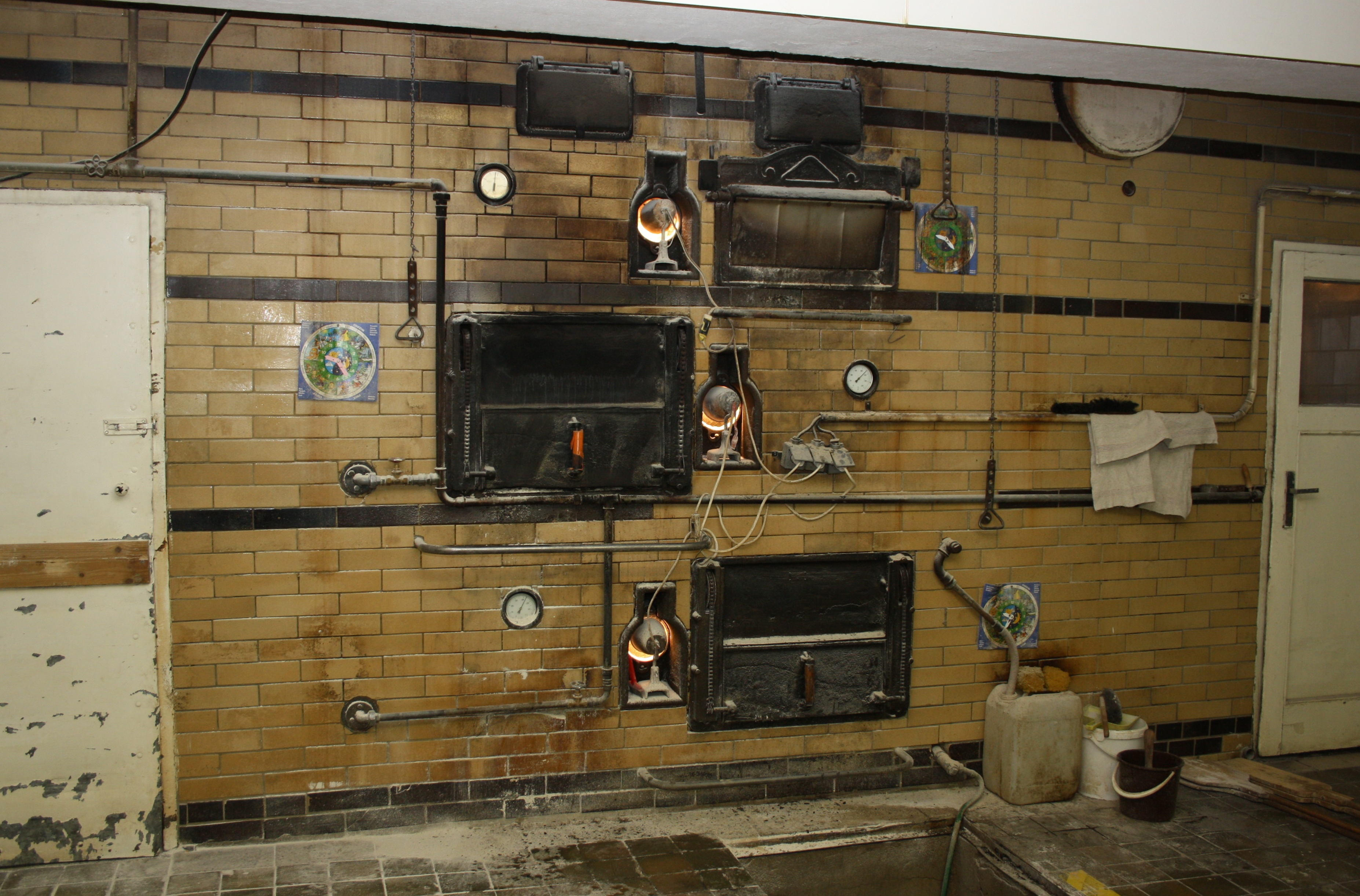
مثال على فرن الخبز الصناعي

خارج عالم الطهي، تُستخدم الأفران لعدد من الأغراض.
- ويمكن أن يُستخدم الفرن إما في توفير تدفئة لمبنى أو يستخدم لإذابة مواد مثل الزجاج أو المعادن لمزيد من المعالجة. فرن الصهر هو نوع معين من الأفران والتي ترتبط بشكل عام بصهر المعادن (خاصة صناعة الصلب) باستخدام الكوك أو مادة حرق مشابهة كوقود، حيث يتم ضخ الهواء تحت الضغط لزيادة درجة حرارة النار.
- أما الموقد فهو فرن ذو درجة حرارة عالية يُستخدم في تجفيف الخشب وخزف وصناعة الأسمنت لتحويل المواد الأولية المعدنية (في شكل صخور طينية أو كالسيوم أو ألومنيوم) إلى شكل أكثر صلابة من الزجاجية. في حالة مواقد السيراميك، فإن المادة المُشكلة من الطين هي الشكل النهائي، أما المواقد الأسمنتية فتنتج مادة يُطلق عليها مخلفات فحمية والتي يتم سحقها لإنتاج المنتج النهائي للأسمنت. (تُستخدم أنواع معينة من أفران التجفيف في صناعة الأطعمة، وبخاصة تلك التي تُستخدم في التخمير، كما يتم الإشارة إليها باعتبارها مواقد)
- أما الأوتوكلاف فهو جهاز يشبه الفرن ويحمل سمات مشابهة لطنجرة الضغط والتي تسمح بتسخين المحاليل المائية إلى درجات حرارة أعلى من نقطة غليان المياه من أجل تعقيم محتويات الأوتوكلاف.
- الأفران الصناعية مماثلة لنظيراتها من أواني الطهي وتُستخدم لعدد من التطبيقات المختلفة التي لا تتطلب درجات حرارة عالية من الموقد أو الفرن.